# Brandon Thomas (escritor)

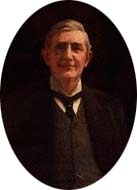
Brandon Thomas

Walter Brandon Thomas (Liverpool, 24 de diciembre de 1848-Londres, 19 de junio de 1914) era un actor y dramaturgo inglés conocido sobre todo por su obra “La tía de Carlos” de 1892.

## Biografía
Era el mayor de tres hermanos y su padre era librero. Comenzó como comerciante y periodista ocasional en periódicos como The Times, y poco a poco incursionó en el teatro con papeles menores debutando como actor profesional a los 30 años en 1879. Como dramaturgo, estrenó su obra Comrades en 1882, y obtuvo gram éxito con  “Charley's Aunt”. Escribió también The Gold Craze (1889), The Lancashire Sailor (1891), Marriage (1892) o A Swordsman's Daughter (1895).
Era padre de la actriz Amy Brandon Thomas